# Art paléochrétien

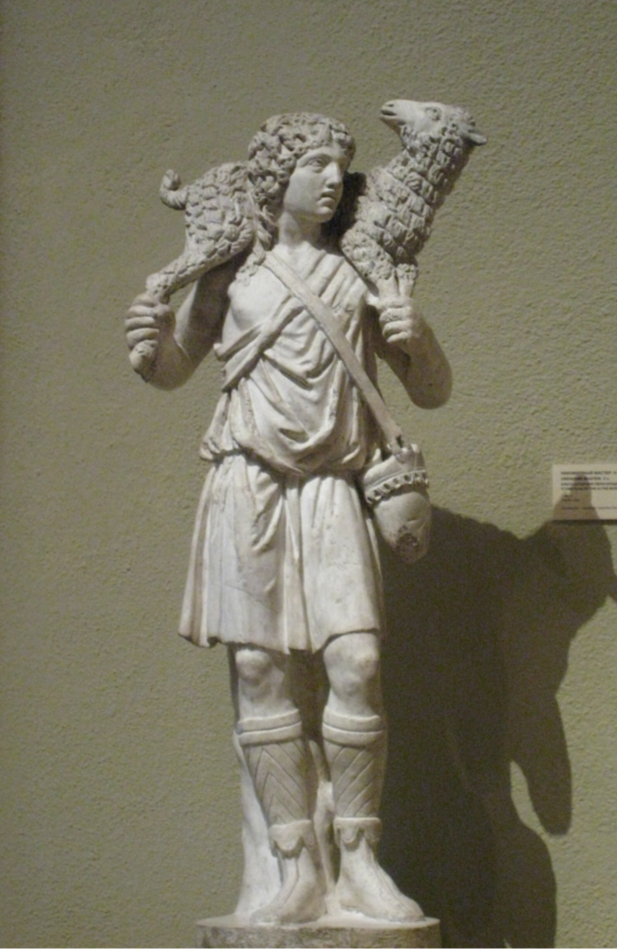
Le Bon Pasteur, Cité du Vatican, Musée grégorien profane

L’art paléochrétien, ou art et architecture primitifs chrétiens, est un art produit par les chrétiens ou sous un patronage chrétien entre l'an 200 et l'an 500. Avant l'an 200, il reste peu de productions artistiques qui puissent être qualifiées de chrétiennes avec certitude. Après l'an 500, l'art paléochrétien ouvre la voie à l'art byzantin, et à l'art du haut Moyen Âge ou art préroman.

## Historique

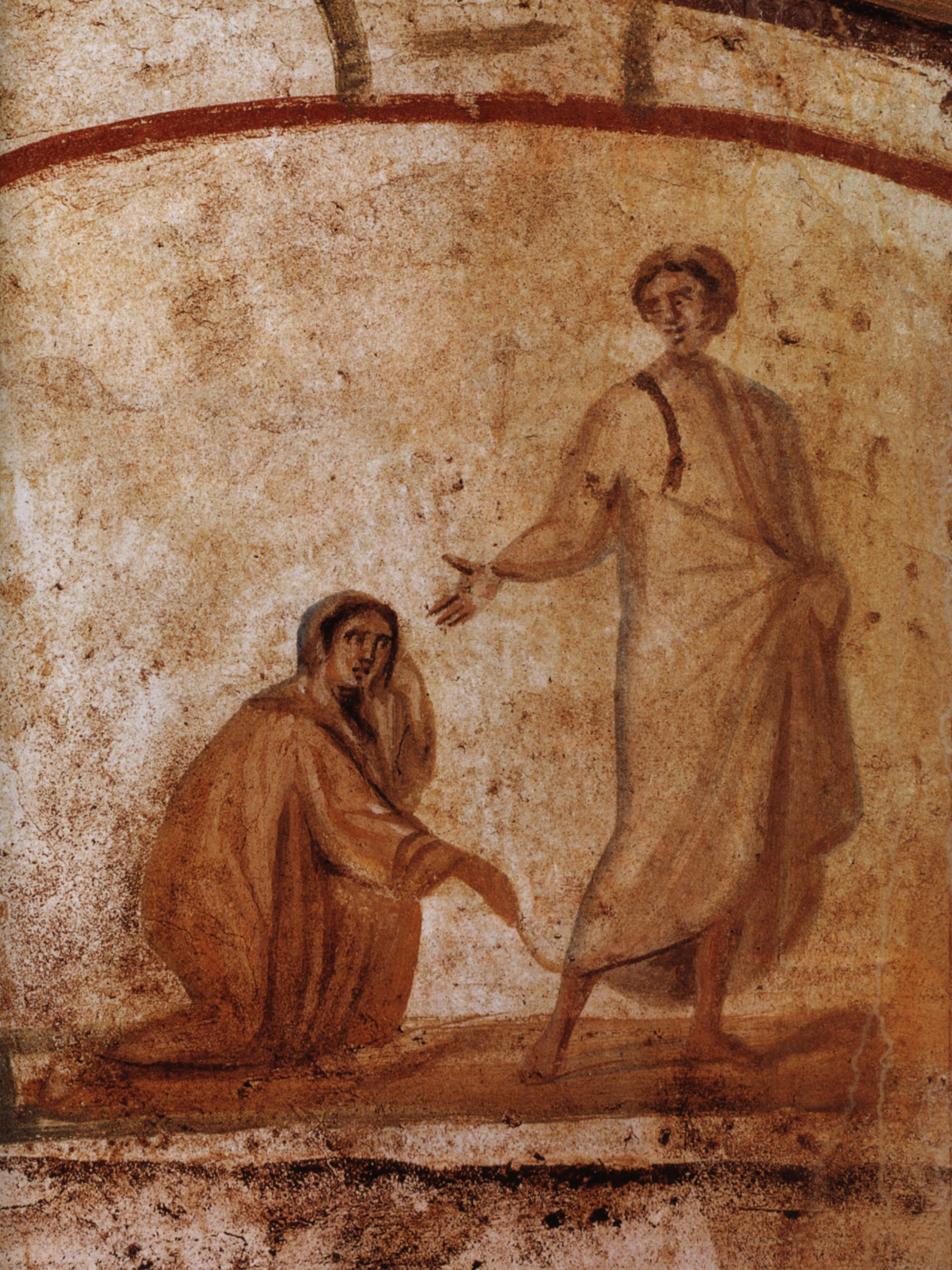
Jesus soignant une femme blessée, catacombes romaines, 300–350

Avant 200, l'absence de réalisations artistiques ou architecturales durables reflète la position sociale défavorisée et persécutée des premiers chrétiens, ce qui limitait le mécénat. D'autre part, l'Ancien Testament, allant à l'encontre de la production de tombes peintes, peut aussi expliquer cette absence (interprétation rigoriste du second commandement du Décalogue sur l'interdiction des images). Enfin, il est possible que les premiers chrétiens aient utilisé des thèmes païens pour exprimer des thèmes chrétiens. Si tel était bien le cas, cet art chrétien n'est pas identifiable comme tel immédiatement.
Les premiers chrétiens ont utilisé les mêmes formes artistiques que celles de la culture romaine païenne dans laquelle ils évoluaient : fresques, mosaïques, sculptures, et manuscrits enluminés. Dans leurs réalisations, les premiers chrétiens n'ont pas seulement utilisé les formes artistiques romaines de l'Antiquité, mais aussi le style romain classique tardif, présent dans les premières fresques chrétiennes, comme celles des catacombes de Rome. Les fresques narratives vétéro-testamentaires de la synagogue de Doura Europos montrent que l'art juif a également eu un rôle important comme source de ce premier art chrétien.
Les premiers chrétiens ont réutilisé des thèmes iconographiques romains en leur donnant des significations nouvelles à travers les premiers symboles chrétiens. Parmi ces thèmes classiques, on peut citer les paons, la vigne et le raisin, et le berger. Mais les premiers chrétiens ont également développé leur propre iconographie, par exemple la représentation de symboles comme le poisson (ichtus) ou l'ancre, qui n'ont pas été empruntés à l'iconographie païenne.
Dans tous les cas, l'iconographie étant nouvelle ou empruntée aux romains, elle n'en demeure pas moins symbolique, pour échapper aux persécutions. Ainsi, la figure païenne du berger faisant, chez les Romains allusion à des figures comme celles de Pâris, fait alors référence au "Bon Pasteur" guidant ses brebis, qui n'est autre qu'une représentation du Christ guidant l'Humanité et veillant sur elle. 
L'histoire de l'art paléochrétien comprend deux phases distinctes, séparées par l'édit de Milan en 313, qui autorise la liberté de culte dans l'Empire. Ainsi, avant 313, l'art est essentiellement symbolique et caché ; après 313, il se manifeste plus explicitement et plus librement pour finalement devenir un art lié à l'État avec Théodose Ier qui fait du christianisme la religion d'État. 

### Art chrétien avant 313

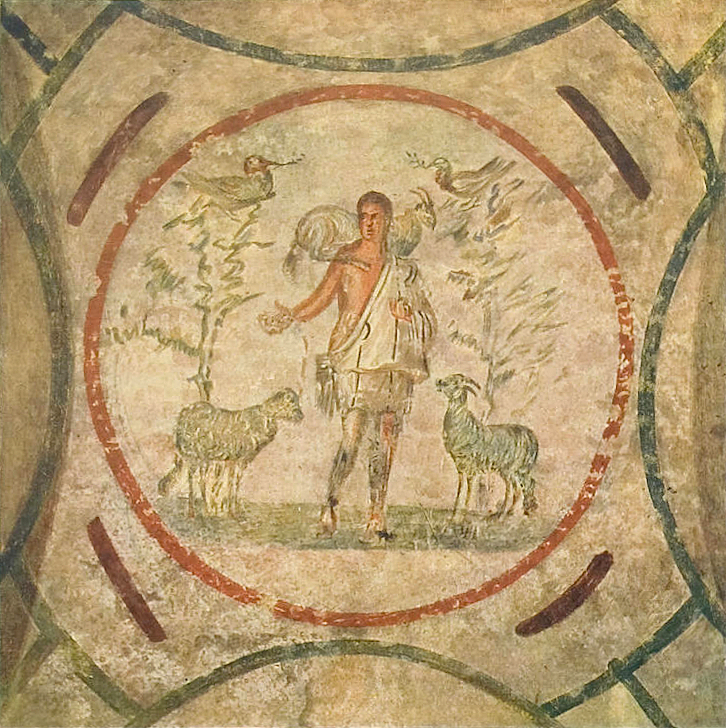
Le Bon Pasteur - Catacombe de Priscille, 250–300

Dans l'église de Doura-Europos, datant d'environ 230-256, qui est, des églises très anciennes qui ont survécu, celle qui se trouve dans la meilleure condition, sont conservées des fresques de scènes bibliques comprenant une figure de Jésus, ainsi que le Christ comme Bon Pasteur. Le bâtiment était une maison normale apparemment convertie pour servir d'église. Les premières peintures chrétiennes des Catacombes de Rome datent de quelques décennies plus tôt et représentent le plus grand ensemble d'exemples de l'art chrétien de la période pré-constantinienne, avec des centaines d'exemples de tombes ou de tombeaux familiaux. Beaucoup sont des symboles simples mais on trouve également de nombreuses peintures de figures montrant des orants ou des figures de prières féminines, représentant généralement la personne décédée, ou des figures ou extraits de la Bible ou de l'histoire chrétienne.
Le premier art chrétien émerge, après deux siècles d'aniconisme, vers 250. Il est tout d'abord caractérisé par son caractère symbolique, fait d'images-signes destinées à des initiés et limité aux seuls éléments nécessaires à la compréhension immédiate. De plus, il est adapté au lieu dans lequel il est représenté. Par ailleurs, alors que la religion chrétienne n'est pas autorisée et même persécutée, l'art paléochrétien doit se faire discret. 
Sans lieu de culte public à disposition, il se développe majoritairement dans le cadre privé, comme c'est le cas pour la Domus ecclesiae de Doura Europos, ainsi que dans le cadre funéraire, sur les (fresques) des catacombes, les sarcophages, ...

### Art chrétien après 313

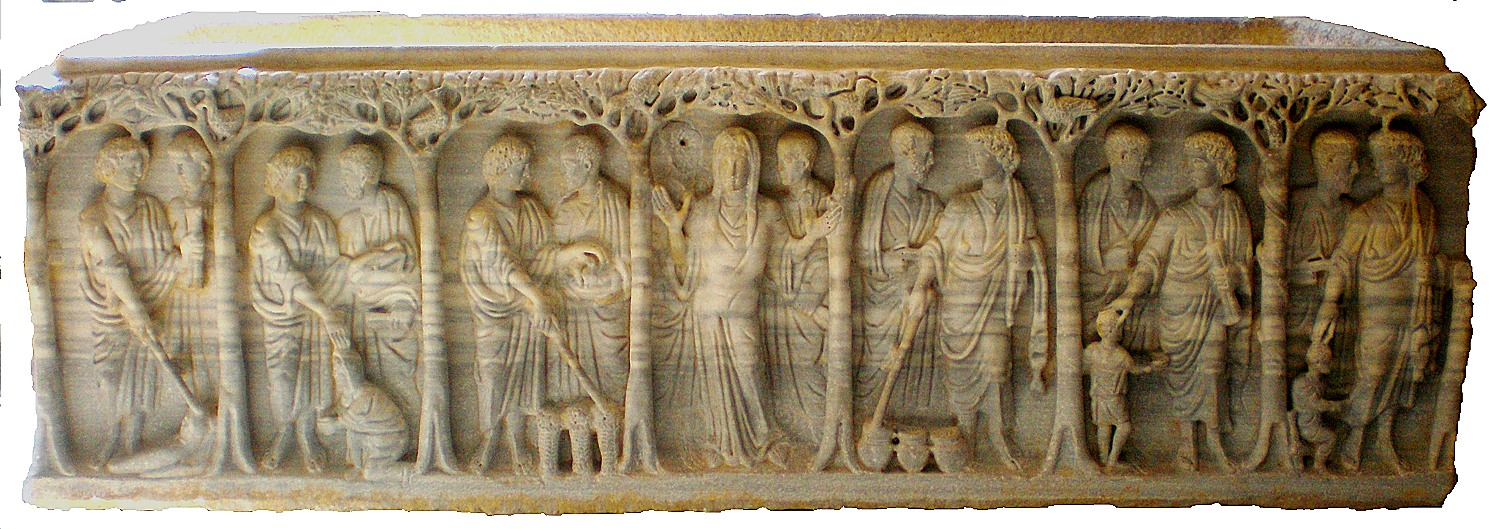
Miracles du Christ - Sarcophage aux arbres, (c.375) - Musée de l'Arles et de la Provence antiques, Arles

L'édit de Milan apporte une reconnaissance sociale à l'Église dont le rapport à l'image change, l'imagerie s'inspirant alors de l'iconographie impériale (Christ en gloire, Christ pantocrator) là où auparavant il restait cantonné à l'ornementation funéraire. Les basiliques se multiplient et leur ornementation évolue, mais l'influence des motifs romains restent indéniable, tout particulièrement en matière de mosaïque. 
Ainsi, on constate parfois une confusion entre les motifs païens et les décors chrétiens notamment la mosaïque du mausolée Sainte-Constance. Cet édifice passa longtemps pour un temple de Bacchus convertit en église, mais il s'agit bel et bien d'une œuvre intégralement paléochrétienne où les mosaïques mêlent des décors de vignes avec une scène figurant la Traditio Legis. 
Dans le même temps, les types de l'iconographie évolue notamment concernant la figure du Christ qui n'est plus un adolescent imberbe comme dans les représentations antérieures figurant dans les catacombes. Avec l'édit de Milan, l'art chrétien imprègne l'art officiel dont il emprunte les codes. Le Christ est ainsi représenté vêtu d'un manteau pourpre, symbole des empereurs et donne la loi à Saint-Pierre assis dans un trône constellé de gemmes, rappelant là encore la figure impériale. 
La conversion des élites et des commanditaires artistiques au christianisme a conduit à une christianisation des décors profanes et une augmentation de la demande. On constate, dans le même temps, une augmentation du nombre d'objets représentant la foi de leurs propriétaires, comme de la vaisselle en céramique. Toutefois, les motifs anciens ne disparaissent pas pour autant et sont le plus souvent christianisée en rajoutant des symboles (croix, combinaison de l'alpha et de l'oméga).

## Architecture

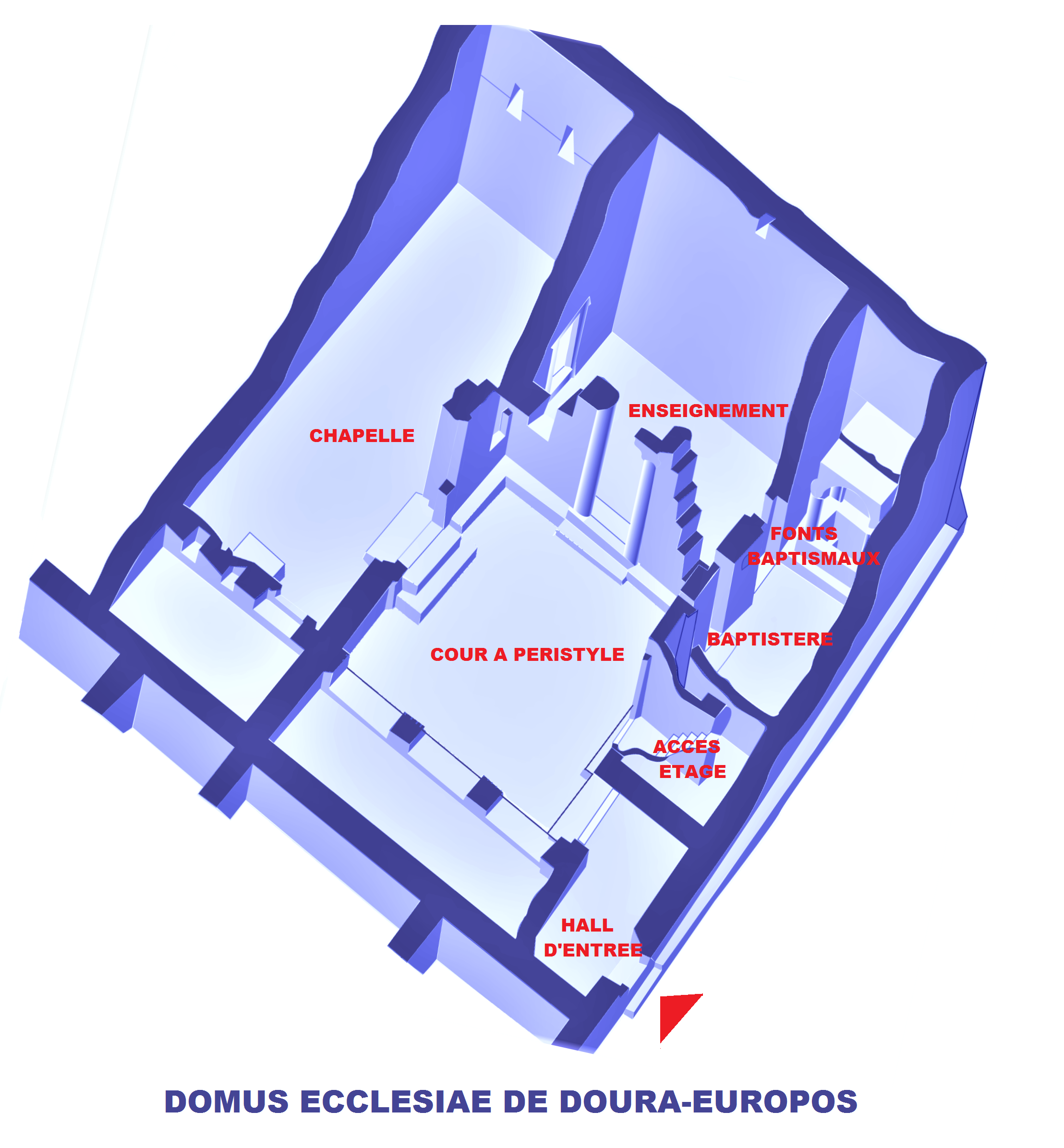
Vue isométrique de la domus ecclesiae de Doura Europos.

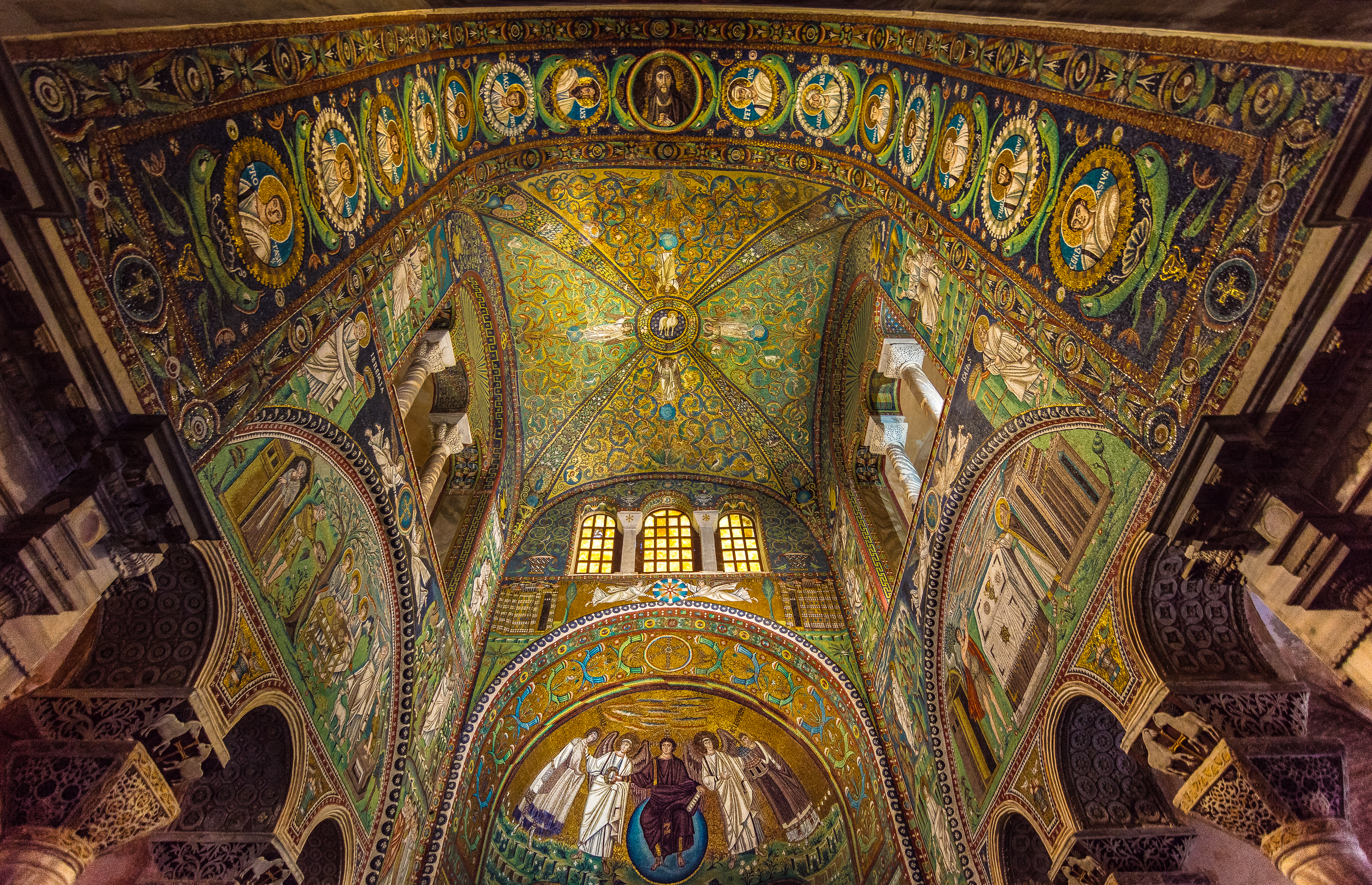
Basilique Saint-Vital du VIe siècle à Ravenne en Italie, inscrite au patrimoine mondial de l'UNESCO

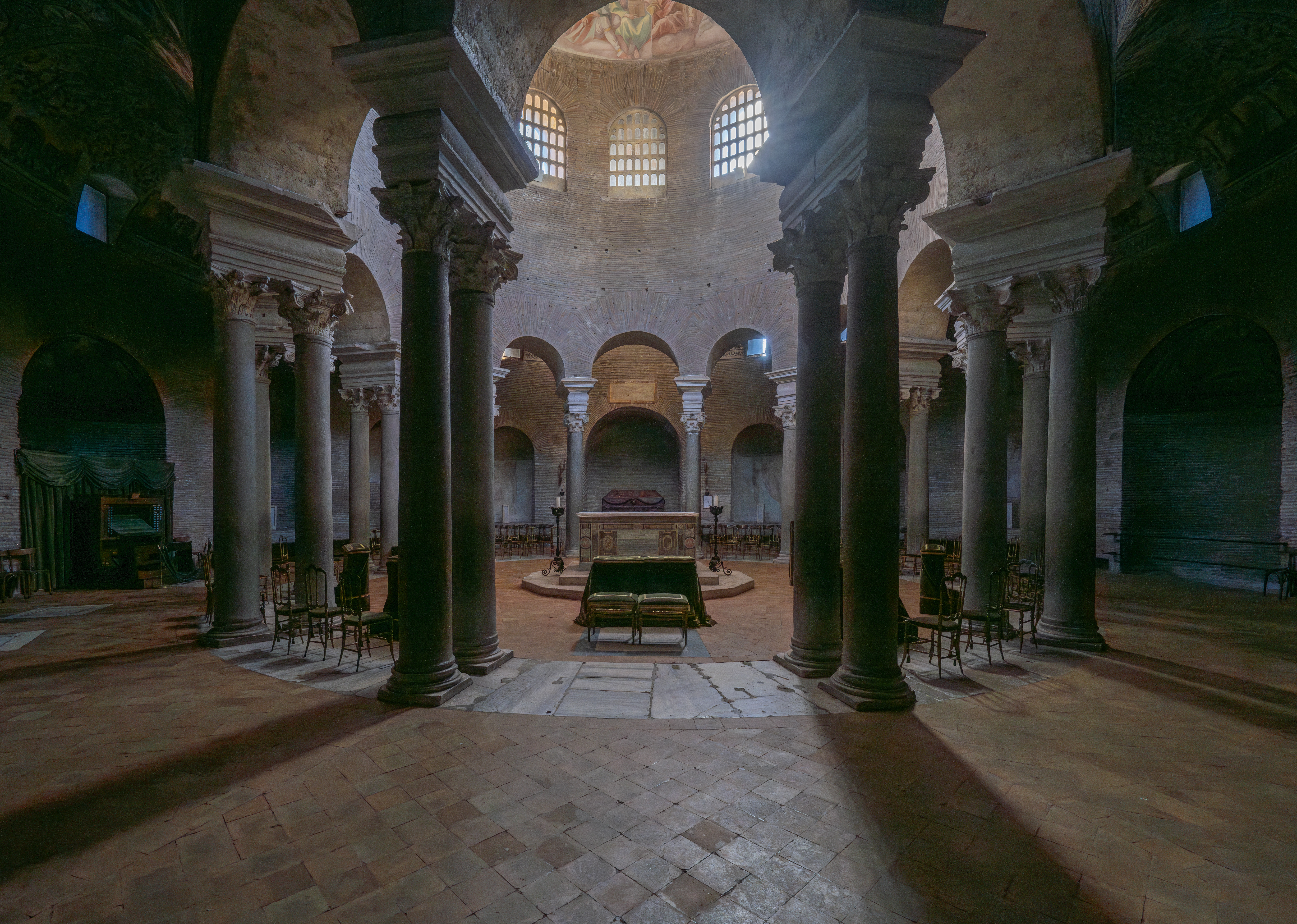
Mausolée de Sainte-Constance du IVe siècle à Rome en Italie

L'architecture paléochrétienne est directement l'héritière de la tradition architecturale classique romaine. Elle ne crée pas un vocabulaire nouveau mais donne un sens nouveau aux éléments qu'elle a autour d'elle pour assembler les fidèles, magnifier les lieux saints, rendre un culte aux martyrs et honorer les morts.
Durant la christianisation de l'Empire romain, le culte chrétien étant interdit, les lieux de culte se sont d'abord installés dans des maisons de notables. Il n'y a pas de culte dans les catacombes, juste l'office des morts, comme ce fut le cas à Rome, mais pas l'eucharistie qui se pratique dans les maisons chrétiennes,.
- Domus ecclesiae de Doura Europos

- Catacombes
  - Catacombes de Rome
  - Catacombes Saint Janvier (San Gennaro) à Naples, Fresques du Ve siècle

Quand le culte devient autorisé en 313, certains anciens temples païens sont convertis en églises. La même chose se produit dans les basiliques civiles des forums car, contrairement aux temples, les vastes basiliques pouvaient accueillir la foule de la cité et rassembler les fidèles. 
Rapidement, le manque d'espace pour les besoins du nouveau culte entraîne la construction de nouveaux édifices sur le modèle des anciennes basiliques civiles dont le plan est adapté à la liturgie chrétienne. Cela aboutit au plan basilical, qui deviendra le plan d'église le plus répandu tout au long de l'histoire de l'architecture chrétienne. Parallèlement, d'autres plans se sont développés, notamment le plan centré en rotonde avec coupole centrale, généralement pour les baptistères et les sanctuaires dédiés aux saints comme les martyrium dans un premier temps.
- Basiliques constantiniennes
  - Basilique Saint-Jean-de-Latran (Rome)
  - Basilique Sainte-Marie-Majeure (Rome)
  - Basilique Saint-Pierre (Rome)
  - Saint-Sépulcre (Jérusalem)
  - Basilique de la Nativité (Bethléem)

- Églises au plan central
  - Église Sainte-Constance (Rome)

- Mosaïque
  - Mosaïque chrétienne

- Sculpture et gravure

## Enluminures

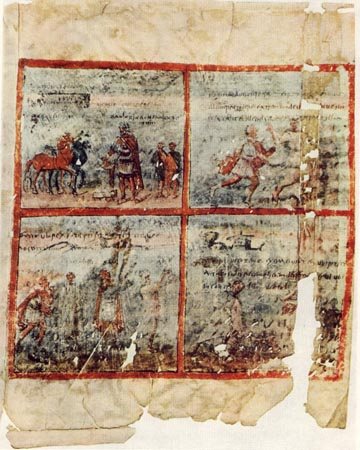
Feuillet de l’Itala de Quedlinbourg (Ve siècle)

L'Enluminure paléo-chrétienne présente les premiers manuscrits chrétiens décorés d'ornements et de miniatures, à la fin de l'Antiquité et au début de l'époque byzantine. D'une grande rareté, certains de ces codex ne sont connus que par des copies qui en ont été faites à une époque ultérieure. Les formes témoignent du passage d'un art monumental (le bas relief) à la peinture sur parchemin qui éclot dans l'enluminure insulaire et dans l'enluminure mérovingienne.
- Genèse de Vienne
- Codex Purpureus Rossanensis (Évangiles de Rossano)
- Évangéliaire de saint Augustin
- Genèse de Cotton
- Itala de Quedlinbourg
- Pentateuque de Tours dit d'Ashburnham

## Ivoires
- Reliquaire de Brescia (IVe siècle)
- Chaire de l'évêque Maximien (VIe siècle)
- Plaque en ivoire de Reider (de) (vers 400)

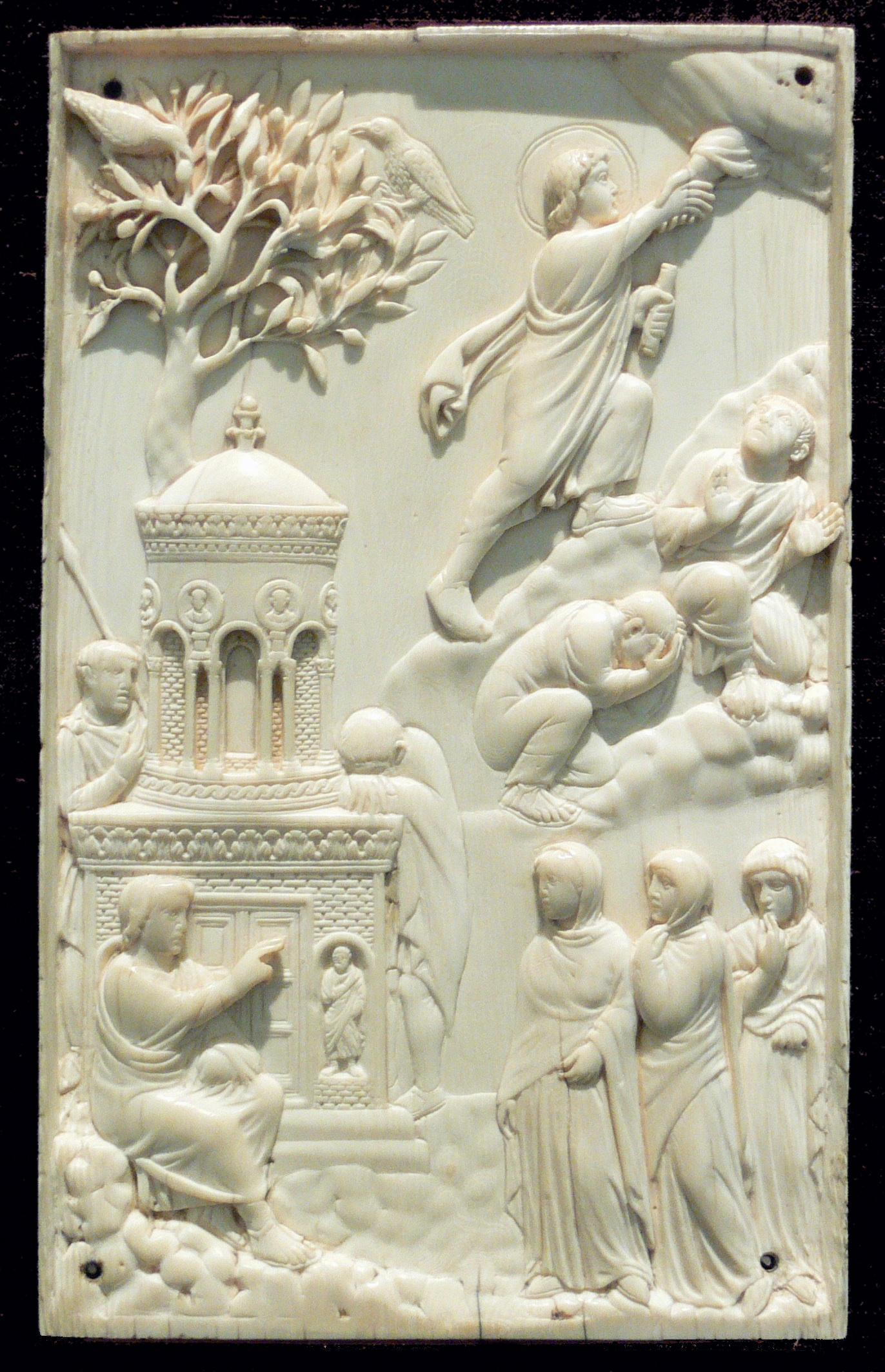
Plaque de Reider (vers 400)
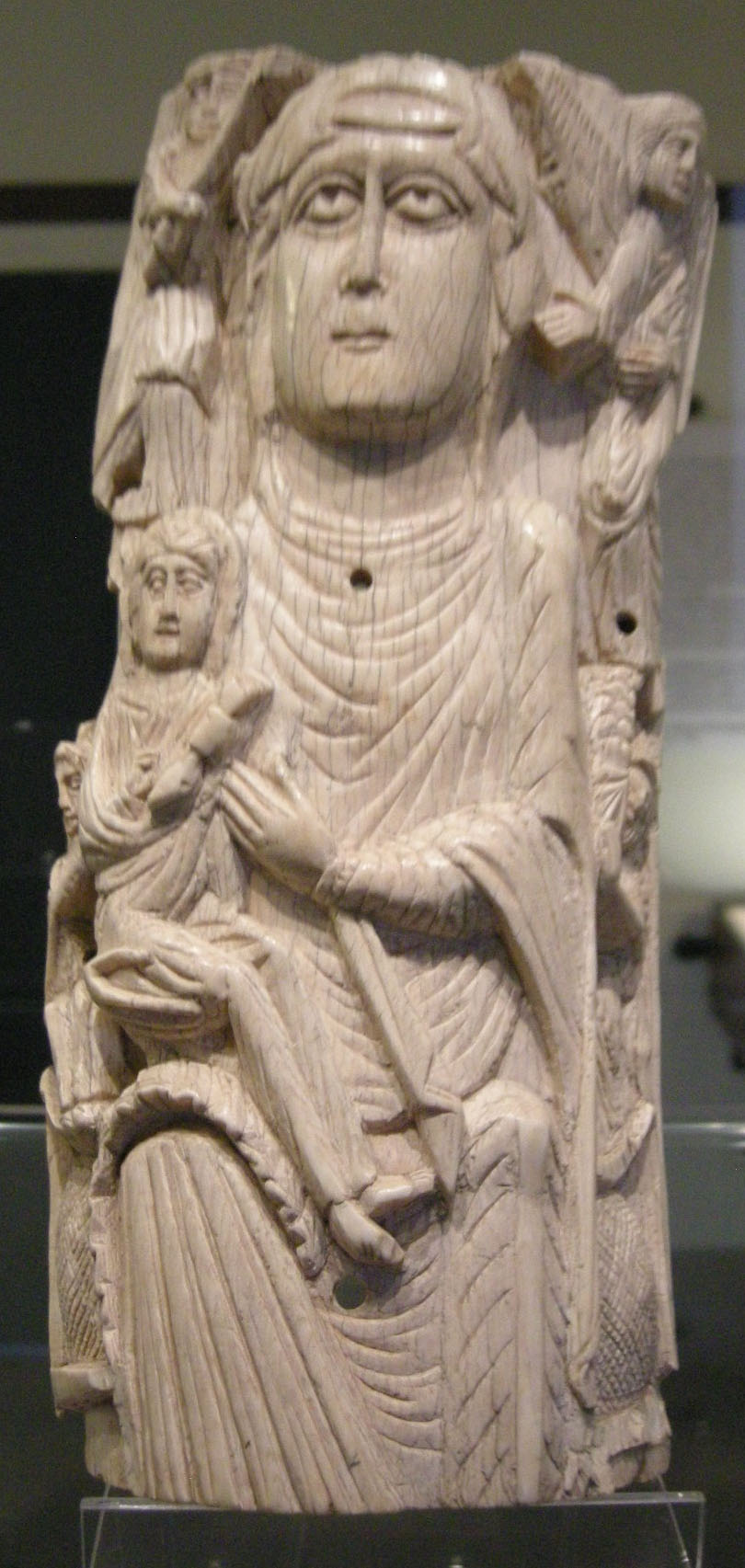
Vierge à l'enfant, Alexandrie d'Égypte
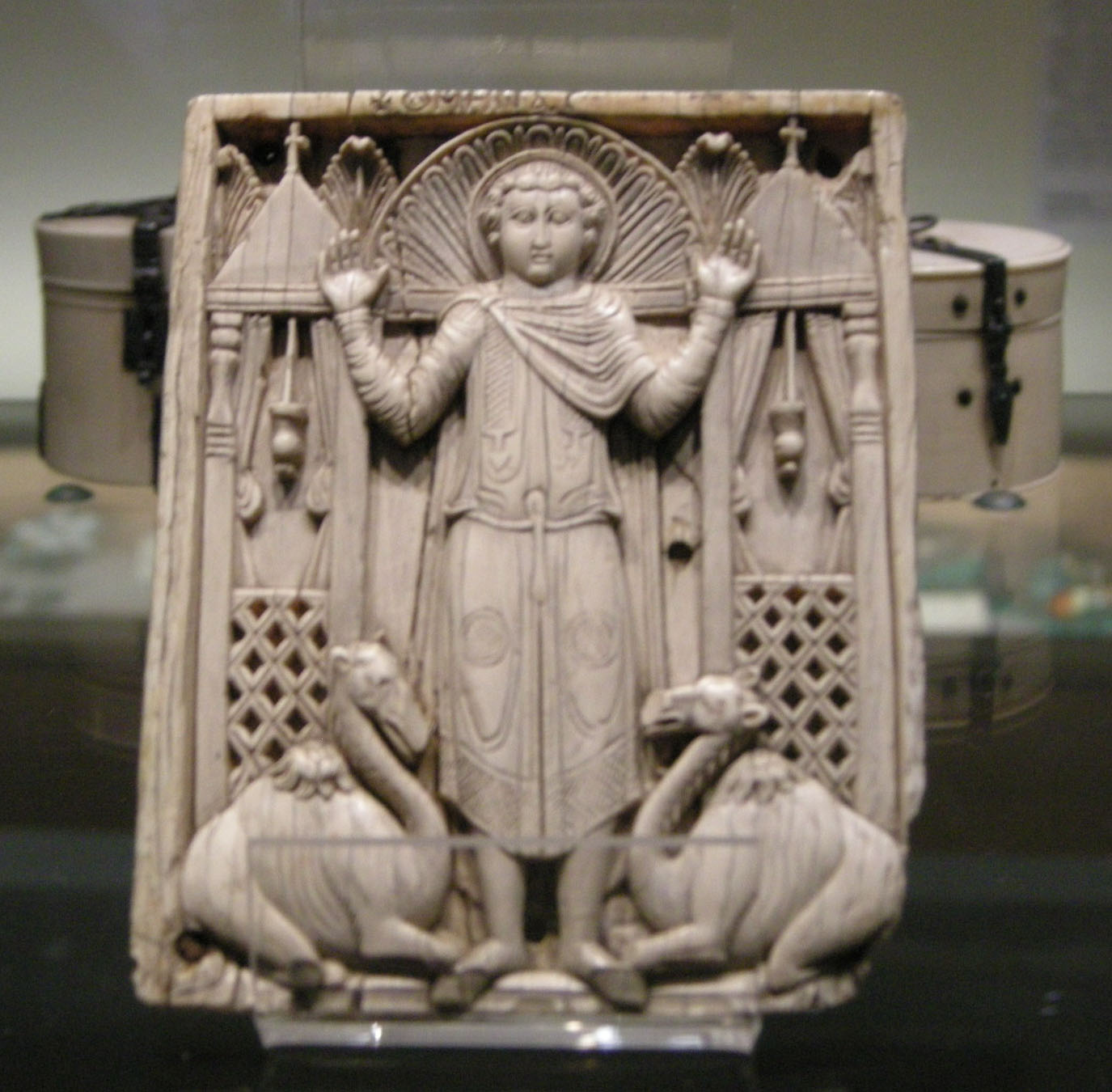
Saint Ménas, Alexandrie d'Égypte
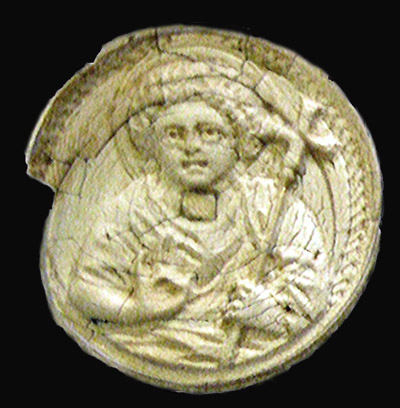
Médaillon (vers 500)
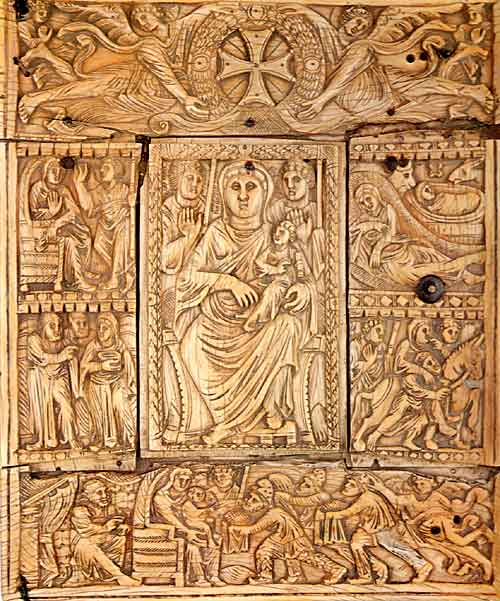
Couverture de livre, Echmiadzin Gospel (vers 550, Arménie)

## Statuaire et motifs

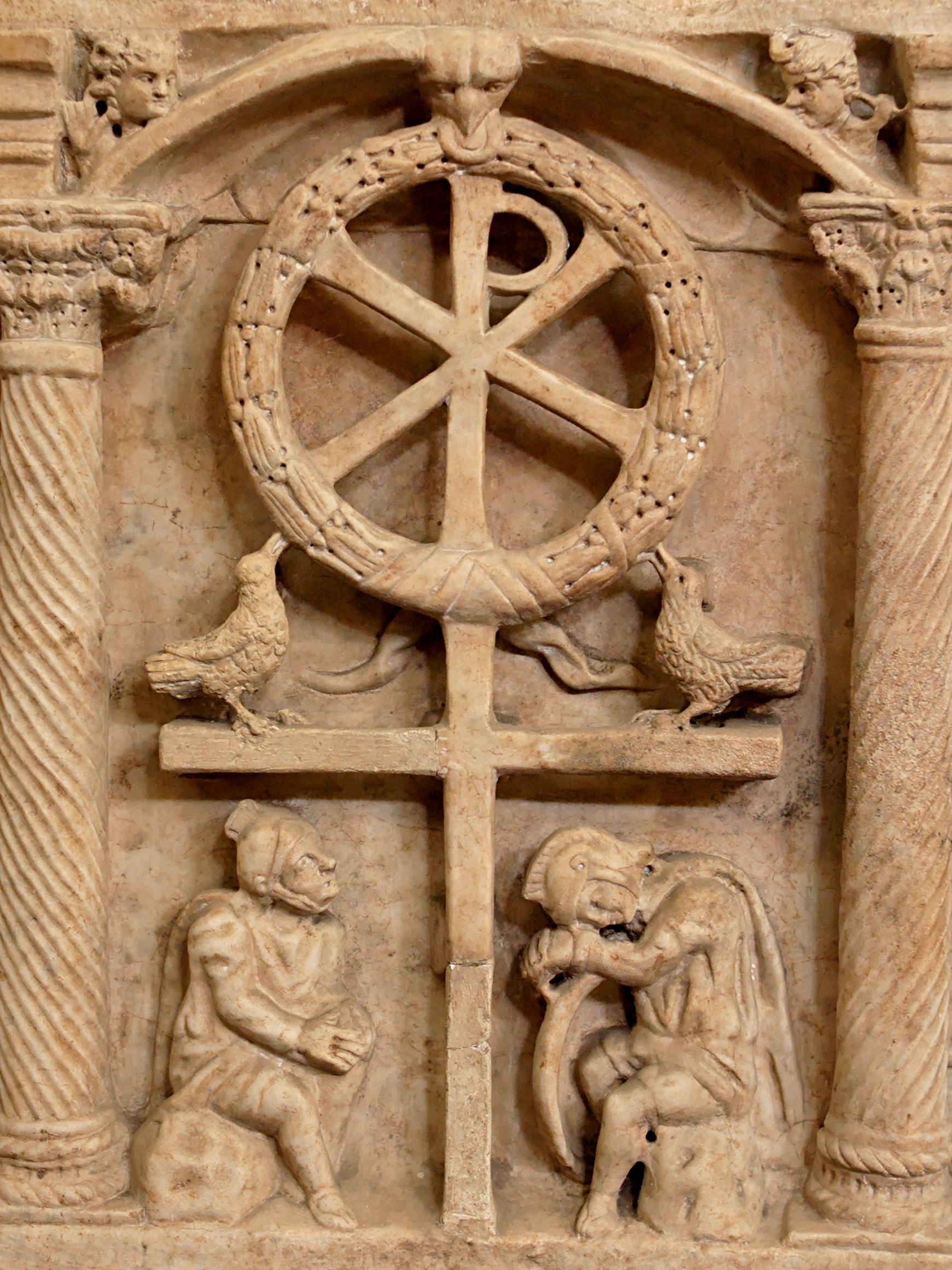
Résurrection (vers 350)
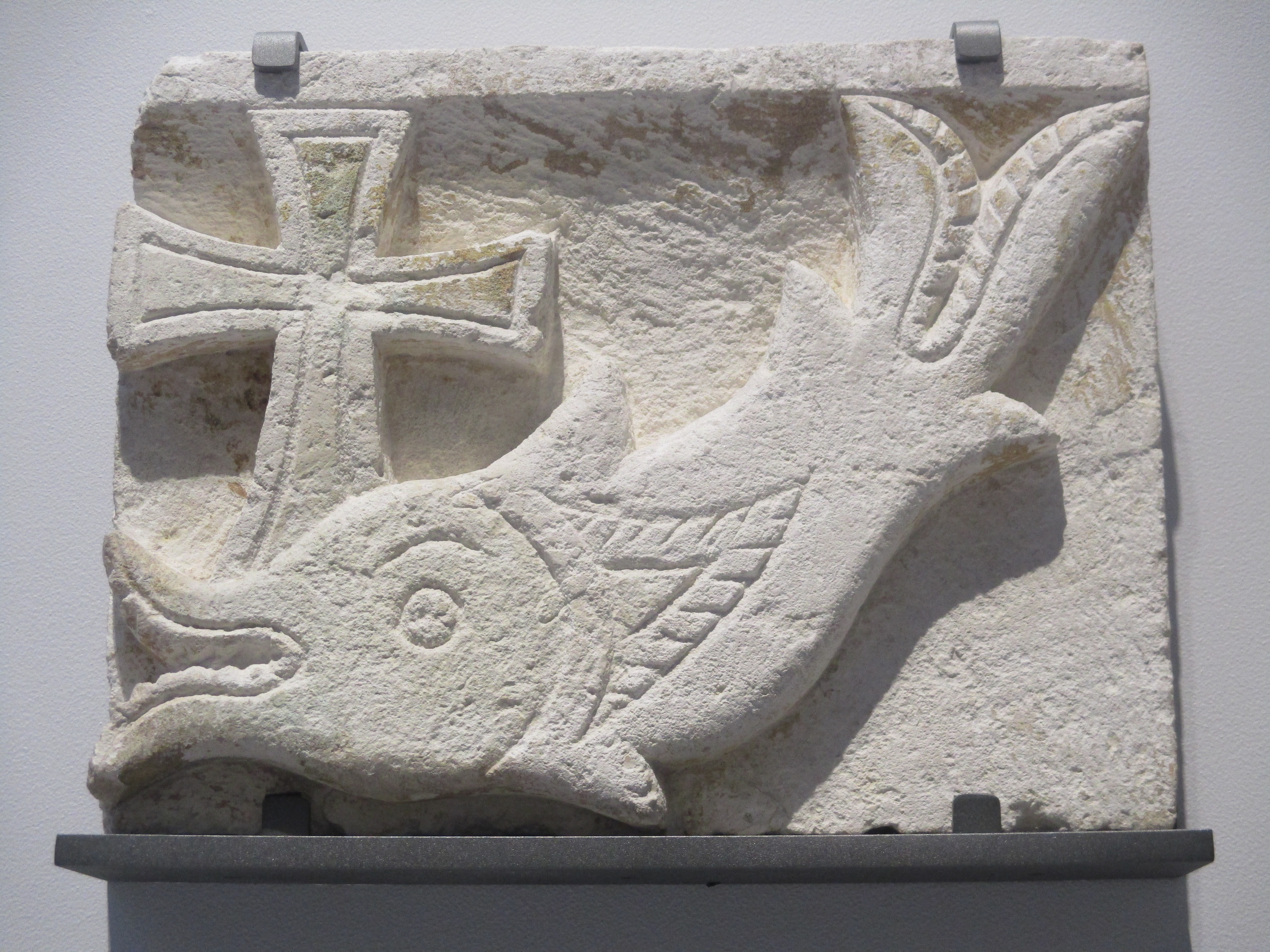
Poisson & croix, Égypte byzantine, vers 500
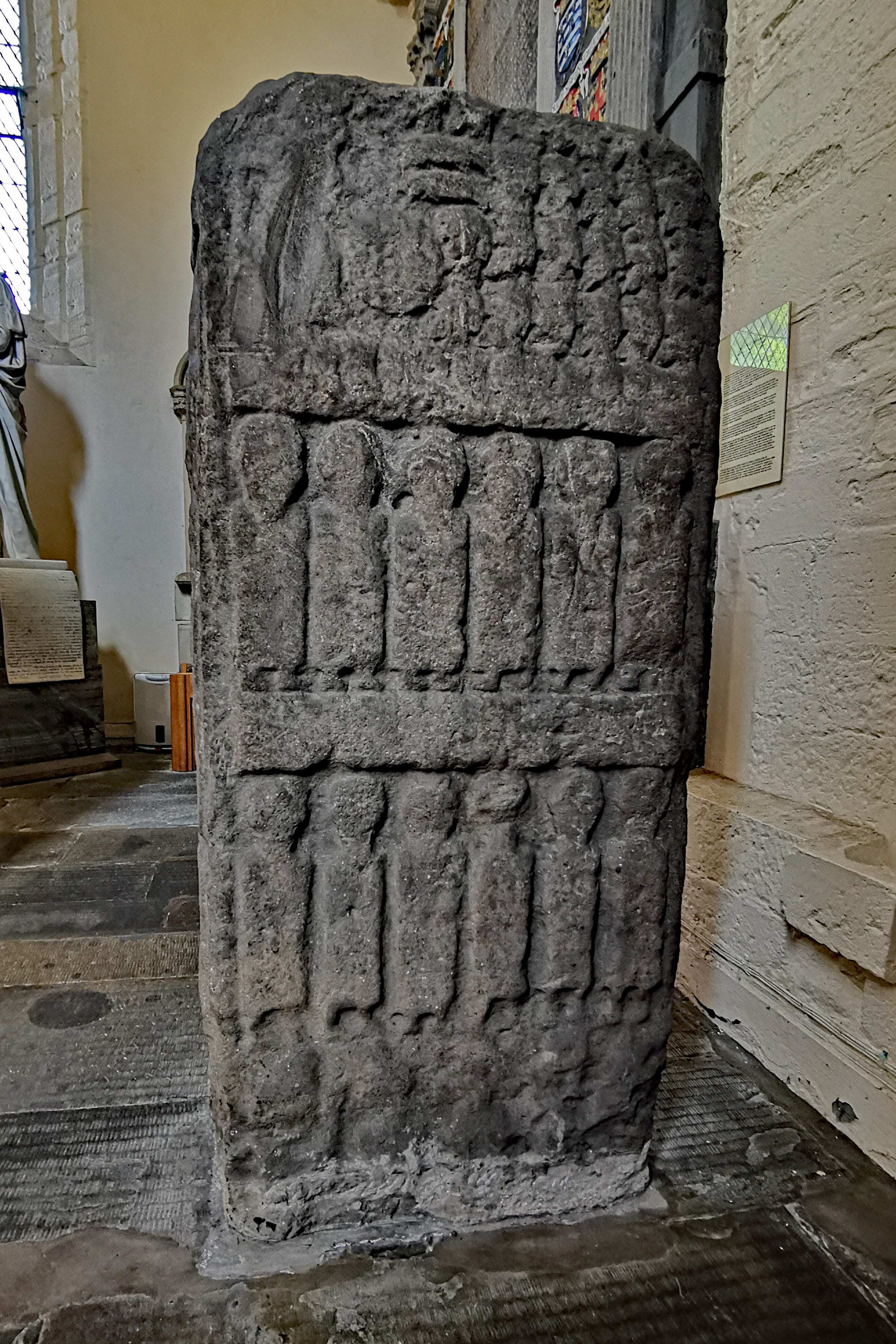
Apostles’ Stone (en), Cathédrale de Dunkeld (Écosse)
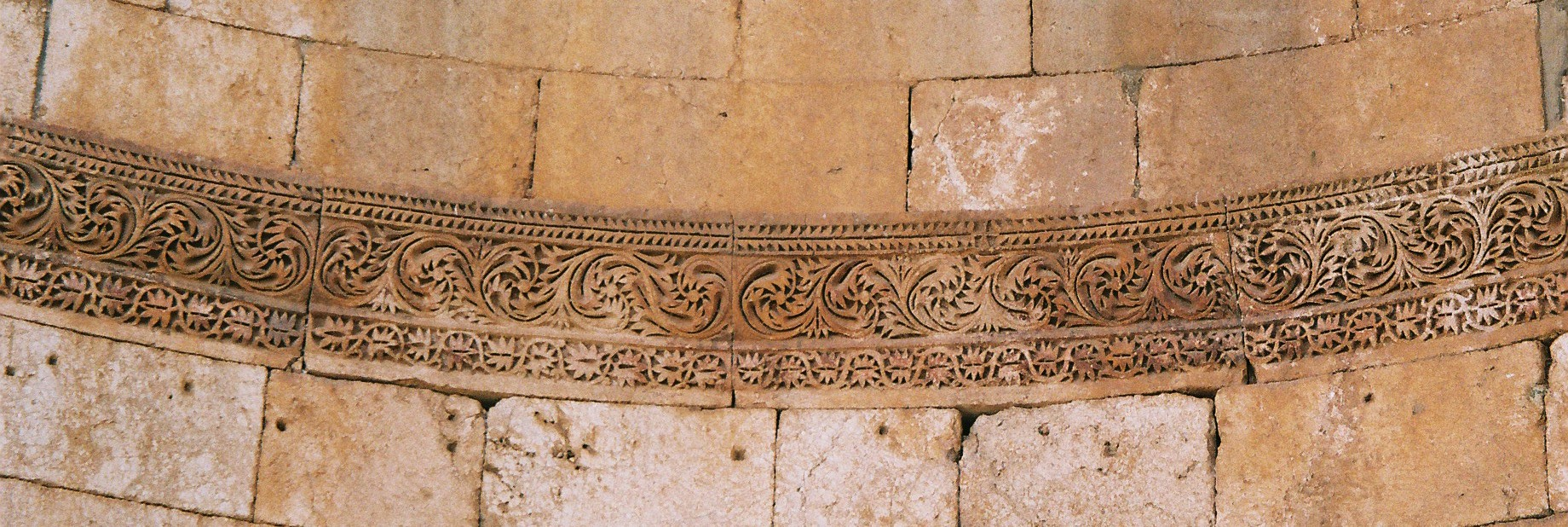
Frise à rinceaux, très répandus dans l'art paléochrétien. Monastère de Saint Siméon le Stylite (près d'Alep, Syrie)

## Iconographie

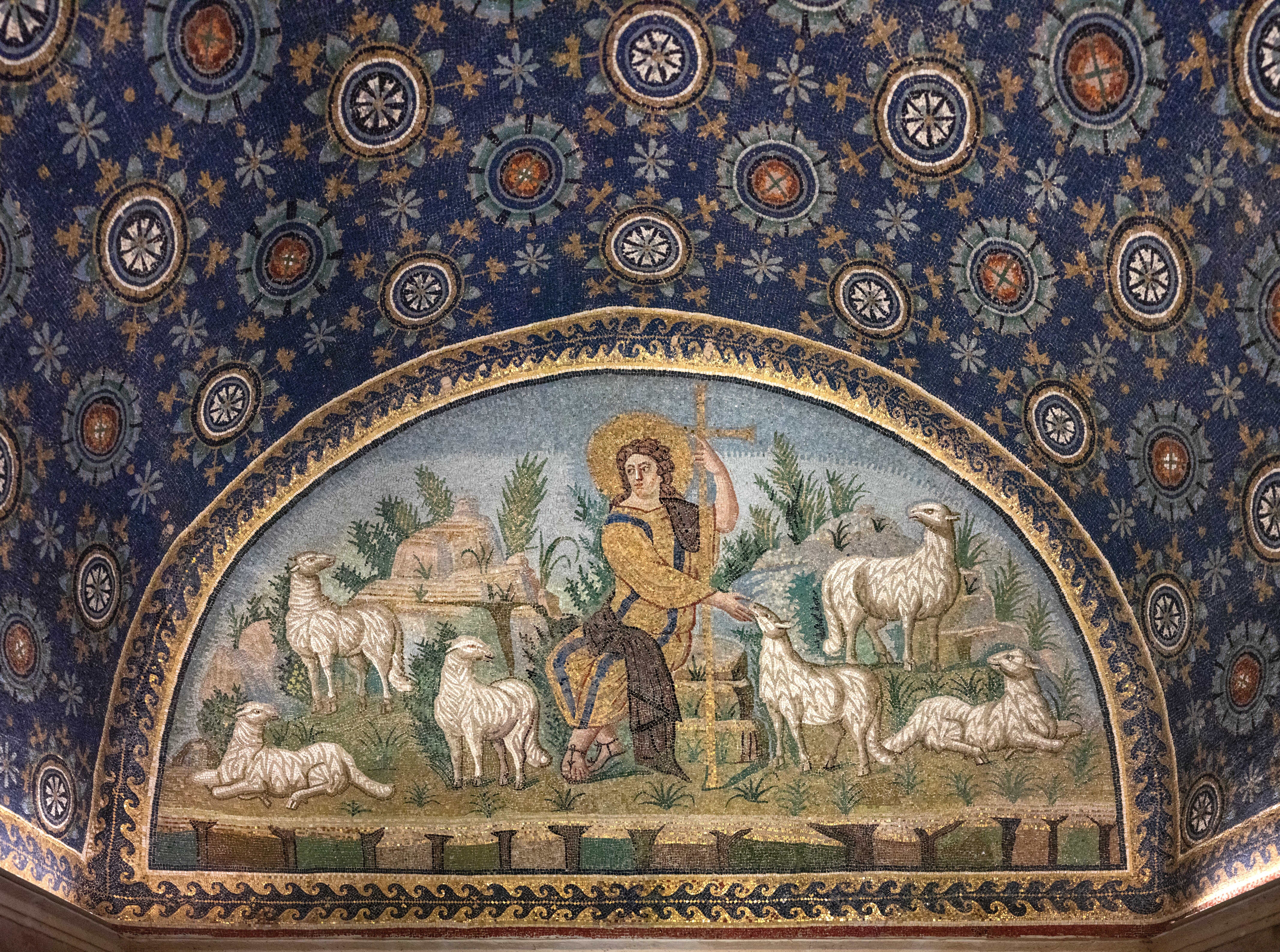
Mosaïque d'un Christ en Bon pasteur dans le Mausolée de Galla Placidia à Ravenne

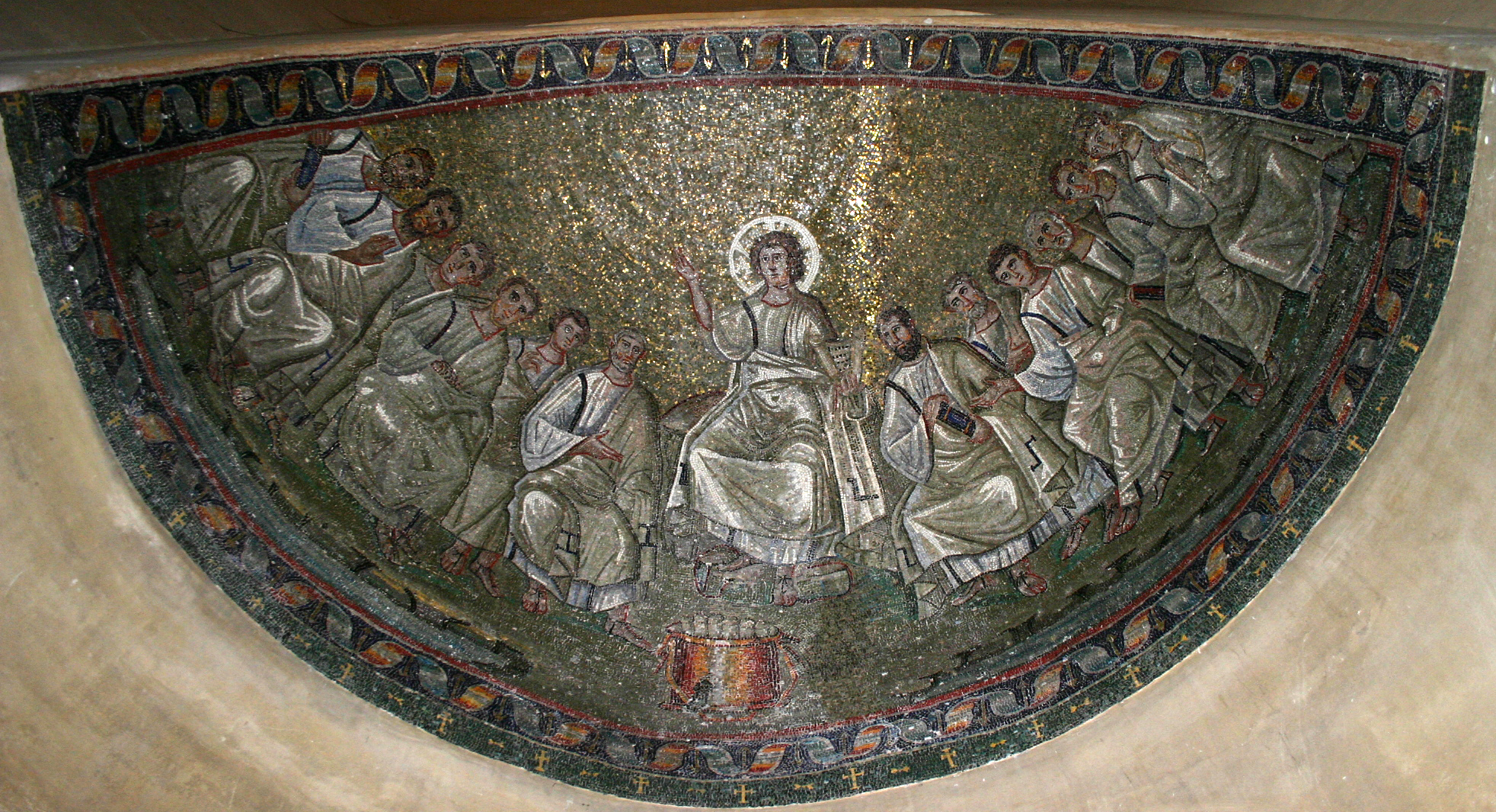
Mosaïque d'un Christ enseignant imberbe dans la Basilique Saint-Laurent de Milan

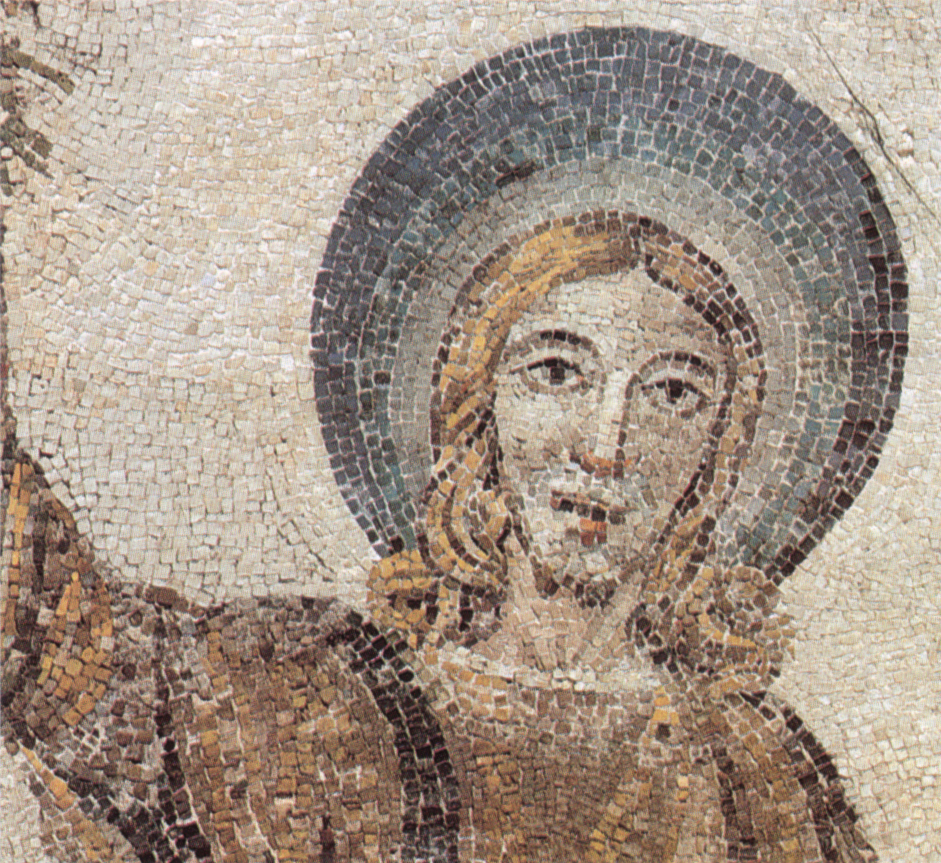
Jeune Christ imberbe dans l'Église Santa Costanza à Rome

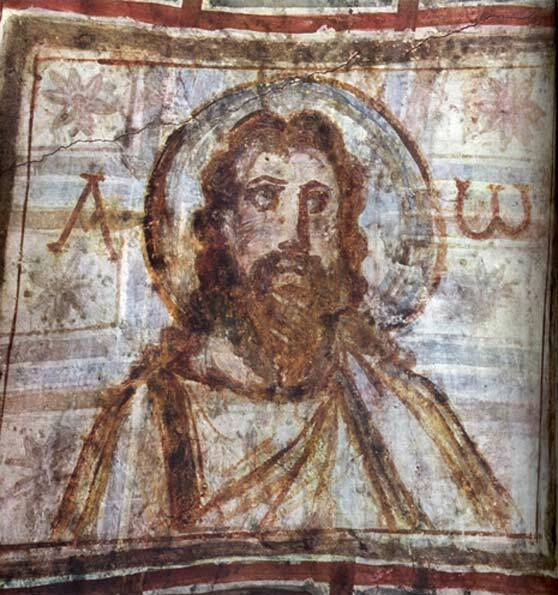
Buste d'un Christ barbu dans les Catacombes de Commode à Rome

### La représentation du Christ
Au cours de l'évolution de l'art paléochrétien, le portrait du Christ a connu des modifications et diverses formes. Quelles que soient ces formes, il est important de noter que le portrait du Christ dans l'art paléochrétien est avant tout un portrait symbolique imaginé a posteriori. En effet, la Bible et les Évangiles ne contiennent aucune indication physique, et malgré les tentatives de certains auteurs chrétiens du Ier siècle.
Les différentes représentations du Christ entre le IIIe et le IVe siècle sont les suivantes :
- Le Christ en Bon Pasteur: l'image du Bon Pasteur est une représentation inspirée de l'art romain contemporain. Il s'agit d'un jeune homme imberbe vêtu d'une tunique courte ceinturée à la taille, et portant un mouton ou un agneau sur ses épaules. Cette représentation montre, d'une part, la double nature du Christ, à la fois humain et divin, et donc échappant aux aléas du temps. D'autre part, le choix de cette représentation est à lier avec le fait que le Christ est comparé à un berger prêt à se sacrifier pour un seul des moutons de son troupeau[9].

- Le Christ philosophe et Christ enseignant : la représentation du Christ en philosophe est également inspirée de l'art romain. Il y est représenté sous les trais d'un homme barbu aux cheveux longs, et portant un long manteau. Le Christ peut alors être représenté assis et entouré du collège apostolique, c'est la typologie du Christ enseignant. Ces représentations veulent transmettre l'idée de la sagesse du Christ ainsi que l'idée qu'il transmet la vraie philosophie.

- Le Christ empereur: après 313, l'art paléochrétien se développe au grand jour et particulièrement dans la sphère impériale byzantine. Le Christ se dote alors d'une iconographie impériale. En effet, chevelu et barbu, il est représenté vêtu d'une tunique de pourpre parfois décorée d'or, et il peut être assis sur un trône d'orfèvrerie ou porter des symboles de pouvoir impériaux. Cette représentation veut montrer que le Christ est l'empereur de l'Univers.

Ces trois représentations sont les plus courantes, mais il existe des expériences inédites et plus rares :
- Le Christ adolescent: cette iconographie, qui fait référence à l'épisode de l'enseignement au temple dans la jeunesse du Christ, représente le Christ jeune et portant un long manteau. Elle montre encore une fois la double nature du Christ, humain et divin, mais aussi sa sagesse.

- Le Christ en Sol Invictus: ce type de représentation est encore une fois à lier avec l'art romain et s'inspire de la représentation du dieu Soleil. Le Christ est jeune et imberbe, nimbé de lumière et vêtu d'or, debout sur un char solaire. Cette iconographie montre le Christ comme l'empereur céleste et comme la lumière apportée au monde.

Avec l'art byzantin apparaît également l'iconographie du Christ pantocrator. Le Christ est alors représenté chevelu et barbu, portant un long manteau. Les doigts joints, il dresse son index et son majeur, témoignant encore une fois de sa double nature.